# جاك بلوك
جاك بلوك (بالإنجليزية: Jack Block)‏ هو عالم نفس أمريكي، ولد في 28 أبريل 1924 في بروكلين في الولايات المتحدة، وتوفي في 13 يناير 2010 بسبب إصابة النخاع الشوكي.

## وصلات خارجية
- جاك بلوك على موقع الموسوعة البريطانية (الإنجليزية)